# Aleksandar Tirnanić
Aleksandar "Tirke" Tirnanić (* 15. Juli 1910 in Krnjevo bei Smederevo, Königreich Serbien; † 13. Dezember 1992 in Belgrad, Bundesrepublik Jugoslawien) war ein jugoslawischer Fußballspieler und Fußballtrainer. Er spielte beim BSK und international für die jugoslawische Auswahl, die er später auch trainierte.

## Leben

### Jugend
Aleksandar Tirnanić wurde 1910 im zentralserbischen Dorf Krnjevo geboren und kam als Kleinkind mit seinen Eltern nach Belgrad, der Hauptstadt des damaligen Königreiches Serbien. Der Vater, ein Metallarbeiter, starb 1914 im Ersten Weltkrieg.
Der nun von seiner Mutter allein erzogene Aleksandar entdeckte früh seine Liebe für den Fußball. Er spielte lange auf den Straßen des Stadtteils Bara Venecija, bevor er von Trainer Radenko Mitrović zur Jugendmannschaft des SK Jugoslavija gebracht wurde. Tirnanić wechselte jedoch bald zum Rivalen BSK, bei dem er sich zum talentierten Flügelspieler entwickelte. Er brach die Schule ab, nachdem er realisiert hatte, dass er sportliches Potential hatte, und konzentrierte sich von da an ganz auf den Fußball.

### Professionelle Karriere
Mit 17 Jahren gab Tirnanić sein Debüt im Erstliga-Team des BSK. Er machte sich schnell einen Namen als fähiger und temperamentvoller Spieler und formte ein Mittelfeld-Duo mit Blagoje Marjanović.
Seine gesamte folgende Karriere im Profifußball verbrachte Tirnanić beim BSK, wobei er 500 Spiele bestritt und fünf Mal die jugoslawische Meisterschaft gewann. Dazu spielte er 50 Mal für die jugoslawische Nationalmannschaft, für die er zwölf Tore erzielte und an der Weltmeisterschaft 1930 teilnahm.

### Weiteres Leben
Nach dem Ende seiner Spielerkarriere wurde Tirnanić Trainer. Er coachte die jugoslawische Nationalmannschaft bei den Weltmeisterschaften 1954 und 1958 sowie bei den Olympischen Spielen 1948 und 1952.
Er verstarb 1992 im Alter von 82 Jahren.

### Erfolge
Als Spieler
- 5× Jugoslawischer Meister (1931, 1933, 1935, 1936, 1939 jeweils mit BSK Belgrad)
- WM-Halbfinale 1930 (mit Jugoslawien)

Als Trainer
- 2× Silbermedaille bei den Olympischen Sommerspielen im Fußball (1948, 1952 mit Jugoslawien)